# Memecylon ochroleucum
Memecylon ochroleucum är en tvåhjärtbladig växtart som beskrevs av Reinier Cornelis Bakhuizen van den Brink. Memecylon ochroleucum ingår i släktet Memecylon och familjen Melastomataceae. Inga underarter finns listade i Catalogue of Life.